# Eintracht Frankfurt 2000-2001
Questa voce raccoglie le informazioni riguardanti il Eintracht Frankfurt nelle competizioni ufficiali della stagione 2000-2001.

## Stagione
Nella stagione 2000-2001 l'Eintracht Francoforte, allenato da Felix Magath e Rolf Dohmen, concluse il campionato di Bundesliga al 17º posto e fu retrocesso in 2. Bundesliga. In Coppa di Germania l'Eintracht Francoforte fu eliminato al primo turno dallo Stoccarda II.

## Rosa
| N. |                               | Ruolo | Calciatore              |
| -- | ----------------------------- | ----- | ----------------------- |
| 1  | Macedonia del Nord (bandiera) | P     | Oka Nikolov             |
| 2  | Germania (bandiera)           | D     | Torsten Kracht          |
| 3  | Germania (bandiera)           | C     | Marco Gebhardt          |
| 4  | Germania (bandiera)           | D     | Jens Rasiejewski        |
| 5  | Bulgaria (bandiera)           | D     | Petar Hubchev           |
| 6  | Germania (bandiera)           | C     | Markus Lösch            |
| 7  | Germania (bandiera)           | C     | Thomas Sobotzik         |
| 8  | Germania (bandiera)           | C     | Ralf Weber              |
| 10 | Germania (bandiera)           | C     | Horst Heldt             |
| 11 | Germania (bandiera)           | C     | Albert Streit           |
| 12 | Germania (bandiera)           | P     | Dirk Heinen             |
| 13 | Germania (bandiera)           | P     | Andreas Menger          |
| 14 | Polonia (bandiera)            | A     | Paweł Kryszałowicz      |
| 15 | Rep. del Congo (bandiera)     | A     | Rolf-Christel Guié-Mien |
| 16 | Camerun (bandiera)            | D     | Serge Branco            |
| 17 | Germania (bandiera)           | A     | Thomas Reichenberger    |
| 18 | Germania (bandiera)           | D     | Alexander Kutschera     |
| 19 | Austria (bandiera)            | C     | Gerd Wimmer             |

| N. |                               | Ruolo | Calciatore         |
| -- | ----------------------------- | ----- | ------------------ |
| 20 | Germania (bandiera)           | D     | Uwe Bindewald      |
| 21 | Cina (bandiera)               | A     | Chen Yang          |
| 22 | Germania (bandiera)           | A     | Ralf Schmitt       |
| 23 | Germania (bandiera)           | P     | Sven Schmitt       |
| 24 | Germania (bandiera)           | C     | Alexander Schur    |
| 25 | Germania (bandiera)           | C     | Frank Gerster      |
| 26 | Macedonia del Nord (bandiera) | A     | Saša Ćirić         |
| 27 | Germania (bandiera)           | P     | Christian Marggraf |
| 28 | Rep. Ceca (bandiera)          | D     | Karel Rada         |
| 29 | Germania (bandiera)           | C     | Stefan Zinnow      |
| 30 | Germania (bandiera)           | C     | Thomas Zampach     |
| 31 | Germania (bandiera)           | C     | Peter Deißenberger |
| 33 | Germania (bandiera)           | C     | Michael Mutzel     |
| 34 | Germania (bandiera)           | C     | Christoph Preuß    |
| 37 | Stati Uniti (bandiera)        | C     | Jermaine Jones     |
| 38 | Croazia (bandiera)            | D     | Vladimir Maljkovic |
| 39 | Camerun (bandiera)            | D     | Jean-Paul Ndeki    |
| 40 | Norvegia (bandiera)           | D     | Tommy Berntsen     |

## Organigramma societario
Area tecnica
- Allenatore: Rolf Dohmen
- Allenatore in seconda:
- Preparatore dei portieri:
- Preparatori atletici:

## Calciomercato

### Sessione estiva
| Acquisti | Acquisti        | Acquisti                                       | Acquisti |
| R.       | Nome            | da                                             | Modalità |
| -------- | --------------- | ---------------------------------------------- | -------- |
| D        | Serge Branco    | Eintracht Braunschweig                         |          |
| D        | Erol Bulut      | Trabzonspor                                    |          |
| A        | Saša Ćirić      | TeBe Berlino                                   |          |
| C        | Frank Gerster   | Eintracht Francoforte II                       |          |
| D        | János Hrutka    | Kaiserslautern                                 |          |
| C        | Jermaine Jones  | {{Calcio Eintracht Frankfurt [A-Junioren]\|N}} |          |
| C        | Markus Lösch    | Norimberga                                     |          |
| P        | Andreas Menger  | Duisburg                                       |          |
| C        | Alexander Rosen | Augusta                                        |          |
| C        | Gerd Wimmer     | Rapid Vienna                                   |          |

| Cessioni | Cessioni      | Cessioni               | Cessioni |
| R.       | Nome          | a                      | Modalità |
| -------- | ------------- | ---------------------- | -------- |
| C        | Patrick Falk  | Eintracht Braunschweig |          |
| D        | Uwe Schneider | Aalen                  |          |

### Sessione invernale
| Acquisti | Acquisti           | Acquisti     | Acquisti |
| R.       | Nome               | da           | Modalità |
| -------- | ------------------ | ------------ | -------- |
| D        | Tommy Berntsen     | Lillestrøm   |          |
| D        | Karel Rada         | Slavia Praga |          |
| A        | Paweł Kryszałowicz | Amica Wronki |          |

| Cessioni | Cessioni         | Cessioni      | Cessioni |
| R.       | Nome             | a             | Modalità |
| -------- | ---------------- | ------------- | -------- |
| A        | Jan Åge Fjørtoft | Stabæk        |          |
| D        | Erol Bulut       | Adanaspor     |          |
| D        | János Hrutka     | Ferencváros   |          |
| C        | Alexander Rosen  | Osnabrück     |          |
| A        | Bachirou Salou   | Hansa Rostock |          |

## Risultati

### Bundesliga

#### Girone di andata
| Arbitro: | Strampe |

|                                       |           |  |
| Kracht 29’ Ćirić 49’ Heldt 79’ (rig.) | Marcatori |  |

| Arbitro: | Jansen |

|                                             |           |               |
| Voigt 25’ Scherz 39’ Springer 58’ Kreuz 90’ | Marcatori | 82’ Kutschera |

| Arbitro: | Weiner |

|                                                     |           |  |
| Reichenberger 60’, 81’ Heldt 66’ (rig.), 80’ (rig.) | Marcatori |  |

| Arbitro: | Aust |

|                      |           |  |
| Labak 72’ Helbig 90’ | Marcatori |  |

| Arbitro: | Krug |

|                   |           |  |
| Reichenberger 31’ | Marcatori |  |

| Arbitro: | Sippel |

|           |           |                 |
| Ernst 44’ | Marcatori | 8’ (rig.) Heldt |

| Arbitro: | Albrecht |

|            |           |           |
| Wimmer 21’ | Marcatori | 71’ Bobic |

| Arbitro: | Meyer |

|                                    |           |  |
| Böhme 38’, 53’ Látal 51’ Happe 62’ | Marcatori |  |

| Arbitro: | Fröhlich |

|                        |           |  |
| Barbarez 35’ Kovač 69’ | Marcatori |  |

| Arbitro: | Strampe |

|                                           |           |  |
| Reichenberger 10’ Fjørtoft 21’ Branco 85’ | Marcatori |  |

| Arbitro: | Fandel |

|             |           |  |
| Ballack 79’ | Marcatori |  |

| Arbitro: | Stark |

|                                             |           |          |
| Reichenberger 44’ Sobotzik 52’ Fjørtoft 77’ | Marcatori | 83’ Kłos |

| Arbitro: | Steinborn |

|            |           |                        |
| Sérgio 13’ | Marcatori | 38’ Schur 63’ Fjørtoft |

| Arbitro: | Krug |

|  |           |                                                  |
|  | Marcatori | 18’ van Burik 21’ Kōnstantinidīs 83’, 88’ Preetz |

| Arbitro: | Heynemann |

|                             |           |                   |
| Drinčić 15’ Fahrenhorst 36’ | Marcatori | 48’ Reichenberger |

| Arbitro: | Gagelmann |

|              |           |                         |
| Gebhardt 13’ | Marcatori | 52’ Juskowiak 74’ Marić |

| Arbitro: | Sippel |

|                                                     |           |              |
| Maljkovic 34’ (aut.) Soldo 60’ Ganea 76’ Dundee 84’ | Marcatori | 38’ Gebhardt |

#### Girone di ritorno
| Arbitro: | Kemmling |

|                              |           |  |
| Hirsch 19’ Breitenreiter 86’ | Marcatori |  |

| Arbitro: | Stark |

|                  |           |                                                           |
| Kryszałowicz 63’ | Marcatori | 12’, 41’ Kurth 28’ (aut.) Kracht 36’ Scherz 89’ Arveladze |

| Arbitro: | Wack |

|  |           |                               |
|  | Marcatori | 30’ Kryszałowicz 45’ Gebhardt |

| Arbitro: | Merk |

|           |           |  |
| Heldt 65’ | Marcatori |  |

| Arbitro: | Weiner |

|                           |           |                           |
| Max 72’ Häßler 81’ (rig.) | Marcatori | 22’ Yang 59’ Kryszałowicz |

| Arbitro: | Aust |

|                    |           |                        |
| Baumann 90’ (aut.) | Marcatori | 21’ Ailton 90’ Pizarro |

| Arbitro: | Kemmling |

|                                                   |           |          |
| Wörns 30’ Ricken 64’, 67’ Bobic 71’, 90’ Addo 79’ | Marcatori | 48’ Yang |

| Francoforte sul Meno 10 marzo 2001, ore 20:15 CET 25ª giornata | Eintracht Francoforte | 0 – 0 referto | Schalke 04 | Waldstadion (37 400 spett.)\| Arbitro: \| Albrecht \| |
| Arbitro:                                                       | Albrecht              |               |            |                                                       |

| Arbitro: | Fleischer |

|              |           |           |
| Sobotzik 77’ | Marcatori | 54’ Kovač |

| Arbitro: | Fandel |

|                                                         |           |                       |
| Iashvili 35’ K'obiashvili 40’ Sellimi 53’, 89’ Kehl 84’ | Marcatori | 59’, 72’ Kryszałowicz |

| Arbitro: | Keßler |

|          |           |                            |
| Yang 58’ | Marcatori | 21’ Kirsten 67’, 82’ Lúcio |

| Arbitro: | Krug |

|                                             |           |                                |
| Lokvenc 1’, 52’ Basler 50’ (rig.) Klose 89’ | Marcatori | 21’ Guié-Mien 36’ Kryszałowicz |

| Arbitro: | Jansen |

|  |           |                       |
|  | Marcatori | 22’ Scholl 90’ Tarnat |

| Arbitro: | Fleischer |

|                          |           |  |
| Alves 2’, 28’ Preetz 32’ | Marcatori |  |

| Arbitro: | Merk |

|                               |           |  |
| Branco 53’ Yang 82’ Preuß 84’ | Marcatori |  |

| Arbitro: | Krug |

|                                              |           |  |
| Munteanu 12’ Greiner 16’ Kühbauer 31’ (rig.) | Marcatori |  |

| Arbitro: | Fröhlich |

|                                |           |            |
| Kryszałowicz 16’ Guié-Mien 45’ | Marcatori | 62’ Dundee |

### Coppa di Germania
| Arbitro: | Keßler |

|                                                                       |           |              |
| Vaccaro 16’ Schmiedel 34’ Vujevic 50’ (rig.), 67’ Amanatidīs 78’, 90’ | Marcatori | 39’ Fjørtoft |

## Statistiche

### Statistiche di squadra
| Competizione      | Punti | In casa | In casa | In casa | In casa | In casa | In casa | In trasferta | In trasferta | In trasferta | In trasferta | In trasferta | In trasferta | Totale | Totale | Totale | Totale | Totale | Totale | DR  |
| Competizione      | Punti | G       | V       | N       | P       | Gf      | Gs      | G            | V            | N            | P            | Gf           | Gs           | G      | V      | N      | P      | Gf     | Gs     | DR  |
| ----------------- | ----- | ------- | ------- | ------- | ------- | ------- | ------- | ------------ | ------------ | ------------ | ------------ | ------------ | ------------ | ------ | ------ | ------ | ------ | ------ | ------ | --- |
| Bundesliga        | 35    | 17      | 8       | 3       | 6       | 26      | 22      | 17           | 2            | 2            | 13           | 15           | 46           | 34     | 10     | 5      | 19     | 41     | 68     | -27 |
| Coppa di Germania | -     | 0       | 0       | 0       | 0       | 0       | 0       | 1            | 0            | 0            | 1            | 1            | 6            | 1      | 0      | 0      | 1      | 1      | 6      | -5  |
| Totale            | 35    | 17      | 8       | 3       | 6       | 26      | 22      | 18           | 2            | 2            | 14           | 16           | 52           | 35     | 10     | 5      | 20     | 42     | 74     | -32 |

### Andamento in campionato
| Giornata  | 1 | 2  | 3 | 4 | 5 | 6 | 7 | 8  | 9  | 10 | 11 | 12 | 13 | 14 | 15 | 16 | 17 | 18 | 19 | 20 | 21 | 22 | 23 | 24 | 25 | 26 | 27 | 28 | 29 | 30 | 31 | 32 | 33 | 34 |
| --------- | - | -- | - | - | - | - | - | -- | -- | -- | -- | -- | -- | -- | -- | -- | -- | -- | -- | -- | -- | -- | -- | -- | -- | -- | -- | -- | -- | -- | -- | -- | -- | -- |
| Luogo     | C | T  | C | T | C | T | C | T  | T  | C  | T  | C  | T  | C  | T  | C  | T  | T  | C  | T  | C  | T  | C  | T  | C  | C  | T  | C  | T  | C  | T  | C  | T  | C  |
| Risultato | V | P  | V | P | V | N | N | P  | P  | V  | P  | V  | V  | P  | P  | P  | P  | P  | P  | V  | V  | N  | P  | P  | N  | N  | P  | P  | P  | P  | P  | V  | P  | V  |
| Posizione | 3 | 10 | 5 | 9 | 6 | 5 | 6 | 10 | 12 | 9  | 9  | 9  | 5  | 8  | 9  | 12 | 14 | 15 | 16 | 13 | 12 | 12 | 14 | 15 | 14 | 15 | 15 | 16 | 17 | 17 | 17 | 17 | 17 | 17 |

Legenda:

Luogo: C = Casa; T = Trasferta. Risultato: V = Vittoria; N = Pareggio; P = Sconfitta.

### Statistiche dei giocatori
| Giocatore        | Bundesliga | Bundesliga | Bundesliga  | Bundesliga | Coppa di Germania | Coppa di Germania | Coppa di Germania | Coppa di Germania | Totale   | Totale | Totale      | Totale     |
| Giocatore        | Presenze   | Reti       | Ammonizioni | Espulsioni | Presenze          | Reti              | Ammonizioni       | Espulsioni        | Presenze | Reti   | Ammonizioni | Espulsioni |
| ---------------- | ---------- | ---------- | ----------- | ---------- | ----------------- | ----------------- | ----------------- | ----------------- | -------- | ------ | ----------- | ---------- |
| T. Berntsen      | 3          | 0          | 0           | 0          | 0                 | 0                 | 0                 | 0                 | 3        | 0      | 0           | 0          |
| U. Bindewald     | 14         | 0          | 4           | 0          | 0                 | 0                 | 0                 | 0                 | 14       | 0      | 4           | 0          |
| S. Branco        | 18         | 2          | 4           | 1          | 0                 | 0                 | 0                 | 0                 | 18       | 2      | 4           | 1          |
| E. Bulut         | 2          | 0          | 0           | 0          | 1                 | 0                 | 0                 | 0                 | 3        | 0      | 0           | 0          |
| P. Deißenberger  | 1          | 0          | 0           | 0          | 0                 | 0                 | 0                 | 0                 | 1        | 0      | 0           | 0          |
| J. Fjørtoft      | 14         | 3          | 3           | 0          | 1                 | 1                 | 0                 | 0                 | 15       | 4      | 3           | 0          |
| M. Gebhardt      | 17         | 3          | 5           | 0          | 1                 | 0                 | 0                 | 0                 | 18       | 3      | 5           | 0          |
| G. Gemiti        | 3          | 0          | 0           | 0          | 0                 | 0                 | 0                 | 0                 | 3        | 0      | 0           | 0          |
| F. Gerster       | 0          | 0          | 0           | 0          | 0                 | 0                 | 0                 | 0                 | 0        | 0      | 0           | 0          |
| R. Guié-Mien     | 25         | 2          | 1           | 1          | 1                 | 0                 | 0                 | 0                 | 26       | 2      | 1           | 1          |
| D. Heinen        | 30         | 0          | 2           | 0          | 0                 | 0                 | 0                 | 0                 | 30       | 0      | 2           | 0          |
| H. Heldt         | 34         | 5          | 1           | 0          | 1                 | 0                 | 0                 | 0                 | 35       | 5      | 1           | 0          |
| P. Hubchev       | 18         | 0          | 3           | 1          | 1                 | 0                 | 0                 | 0                 | 19       | 0      | 3           | 1          |
| J. Jones         | 2          | 0          | 0           | 0          | 0                 | 0                 | 0                 | 0                 | 2        | 0      | 0           | 0          |
| T. Kracht        | 32         | 1          | 9           | 1          | 1                 | 0                 | 0                 | 0                 | 33       | 1      | 9           | 1          |
| P. Kryszałowicz  | 18         | 7          | 0           | 0          | 0                 | 0                 | 0                 | 0                 | 18       | 7      | 0           | 0          |
| A. Kutschera     | 22         | 1          | 1           | 0          | 0                 | 0                 | 0                 | 0                 | 22       | 1      | 1           | 0          |
| M. Lösch         | 15         | 0          | 5           | 0          | 1                 | 0                 | 0                 | 1                 | 16       | 0      | 5           | 1          |
| V. Maljkovic     | 3          | 0          | 0           | 0          | 0                 | 0                 | 0                 | 0                 | 3        | 0      | 0           | 0          |
| C. Marggraf      | 0          | 0          | 0           | 0          | 0                 | 0                 | 0                 | 0                 | 0        | 0      | 0           | 0          |
| A. Menger        | 0          | 0          | 0           | 0          | 0                 | 0                 | 0                 | 0                 | 0        | 0      | 0           | 0          |
| M. Mutzel        | 18         | 0          | 5           | 0          | 0                 | 0                 | 0                 | 0                 | 18       | 0      | 5           | 0          |
| J. Ndeki         | 0          | 0          | 0           | 0          | 0                 | 0                 | 0                 | 0                 | 0        | 0      | 0           | 0          |
| O. Nikolov       | 4          | 0          | 0           | 0          | 1                 | 0                 | 0                 | 0                 | 5        | 0      | 0           | 0          |
| C. Preuß         | 21         | 1          | 0           | 1          | 1                 | 0                 | 0                 | 0                 | 22       | 1      | 0           | 1          |
| K. Rada          | 11         | 0          | 1           | 0          | 0                 | 0                 | 0                 | 0                 | 11       | 0      | 1           | 0          |
| J. Rasiejewski   | 12         | 0          | 2           | 0          | 1                 | 0                 | 0                 | 0                 | 13       | 0      | 2           | 0          |
| T. Reichenberger | 26         | 6          | 3           | 0          | 0                 | 0                 | 0                 | 0                 | 26       | 6      | 3           | 0          |
| A. Rosen         | 3          | 0          | 0           | 0          | 0                 | 0                 | 0                 | 0                 | 3        | 0      | 0           | 0          |
| B. Salou         | 2          | 0          | 0           | 0          | 1                 | 0                 | 1                 | 0                 | 3        | 0      | 1           | 0          |
| R. Schmitt       | 1          | 0          | 0           | 0          | 0                 | 0                 | 0                 | 0                 | 1        | 0      | 0           | 0          |
| S. Schmitt       | 2          | 0          | 0           | 0          | 0                 | 0                 | 0                 | 0                 | 2        | 0      | 0           | 0          |
| A. Schur         | 24         | 1          | 7           | 1          | 1                 | 0                 | 1                 | 0                 | 25       | 1      | 8           | 1          |
| T. Sobotzik      | 22         | 2          | 2           | 0          | 0                 | 0                 | 0                 | 0                 | 22       | 2      | 2           | 0          |
| A. Streit        | 4          | 0          | 0           | 0          | 0                 | 0                 | 0                 | 0                 | 4        | 0      | 0           | 0          |
| R. Weber         | 0          | 0          | 0           | 0          | 0                 | 0                 | 0                 | 0                 | 0        | 0      | 0           | 0          |
| G. Wimmer        | 23         | 1          | 3           | 1          | 1                 | 0                 | 1                 | 0                 | 24       | 1      | 4           | 1          |
| C. Yang          | 15         | 4          | 5           | 1          | 0                 | 0                 | 0                 | 0                 | 15       | 4      | 5           | 1          |
| T. Zampach       | 0          | 0          | 0           | 0          | 0                 | 0                 | 0                 | 0                 | 0        | 0      | 0           | 0          |
| S. Zinnow        | 2          | 0          | 0           | 0          | 0                 | 0                 | 0                 | 0                 | 2        | 0      | 0           | 0          |
| S. Ćirić         | 9          | 1          | 0           | 0          | 0                 | 0                 | 0                 | 0                 | 9        | 1      | 0           | 0          |